# Just Jerndorff (maler)
 Der er flere personer med dette navn, se Just Jerndorff (xylograf).
Just Ulrik Jerndorff (født 30. december 1806 i København, død 27. oktober 1847 i Oldenborg) var en dansk landskabsmaler.
Jerndorff var søn af klokker ved Holmens Kirke Peter Jerndorff og Cathrine Cecilie født Holm. Samtidig med at han gennemgik malerlæren og blev svend, gik han også på Kunstakademiet, hvor han blev elev af Modelskolen 1830. Han lagde sig både efter portræt- og landskabsmaleri og søgte tillige uddannelse hos malerisamlingens konservator, Jens Peter Møller, i den kunst at restaurere malerier.
Skønt han havde vundet en pengepræmie som landskabsmaler og havde udstillet flere landskaber, var det dog for at søge uddannelse i restaureringsfaget, at han i 1837 fik to års understøttelse af Fonden ad usus publicos. Han tilbragte tre rejseår i udlandet og vendte 1840 tilbage til København, hvor han aflagde prøve på sin færdighed i at restaurere malerier. 
Inden han nåede at få fast ansættelse her, kom han september samme år i tjeneste hos storhertugen af Oldenburg og levede siden der. Ved nytår 1841 giftede han sig med Nancy Caroline Jones, i 1844 blev han oldenborgsk hofmaler og levede et virksomt kunstnerliv, da allerede 1847 en tærende sygdom angreb ham, så han afgik ved døden 27. oktober. Samme år vendte hans enke tilbage til København med sønnen, den senere maler August Jerndorff.

## Billeder
| - Værker af Just Jerndorff - Sommerlandskab med græssende kvæg og en hestevogn på en landevej, 1836 - Frederiksborg, 1836 - Landskab med gård Ml. 1838 og 1842 - Udsigt over Frederiksborg. Senest 1847 |